# Aracataca
Aracataca est une municipalité du département de Magdalena en Colombie, dans la Región Caribe. Elle fut fondée en 1885 et a acquis son statut de municipalité en 1912.

## Géographie

### Localisation
La municipalité d'Aracataca se situe dans le nord-est du département de Magdalena, à 88 km de Santa Marta.

### Géologie et relief
D'une superficie de 1 775 km2, Aracataca se divise en deux parties au relief très différent :
- à l'ouest, des plaines de basse altitude et aux températures élevées, à proximité des marais de Santa Marta ;
- à l'est, une partie montagneuse faisant partie de la Sierra Nevada de Santa Marta et dans laquelle on trouve, à la limite de la municipalité, le pic Cristóbal Colón, point culminant de Colombie à 5 775 mètres d'altitude.

## Voies de communication et transports

### Routes
Aracataca est traversée à l'ouest de son territoire par la route 45 qui conduit vers le nord en direction de Ciénaga et vers le sud en direction de Fundación.

### Transports
Aracataca possède une gare ferroviaire. Depuis longtemps arrêtée, la ligne ferroviaire a été remise en service le 28 avril 2011 dans le cadre du développement d'un circuit touristique thématique, la Route de Macondo, autour de l'univers de Gabriel García Márquez. Elle porte le nom de Macondo, village fictif qu'il a créé comme cadre de plusieurs de ses romans, comme Cent Ans de solitude (1967).

## Histoire

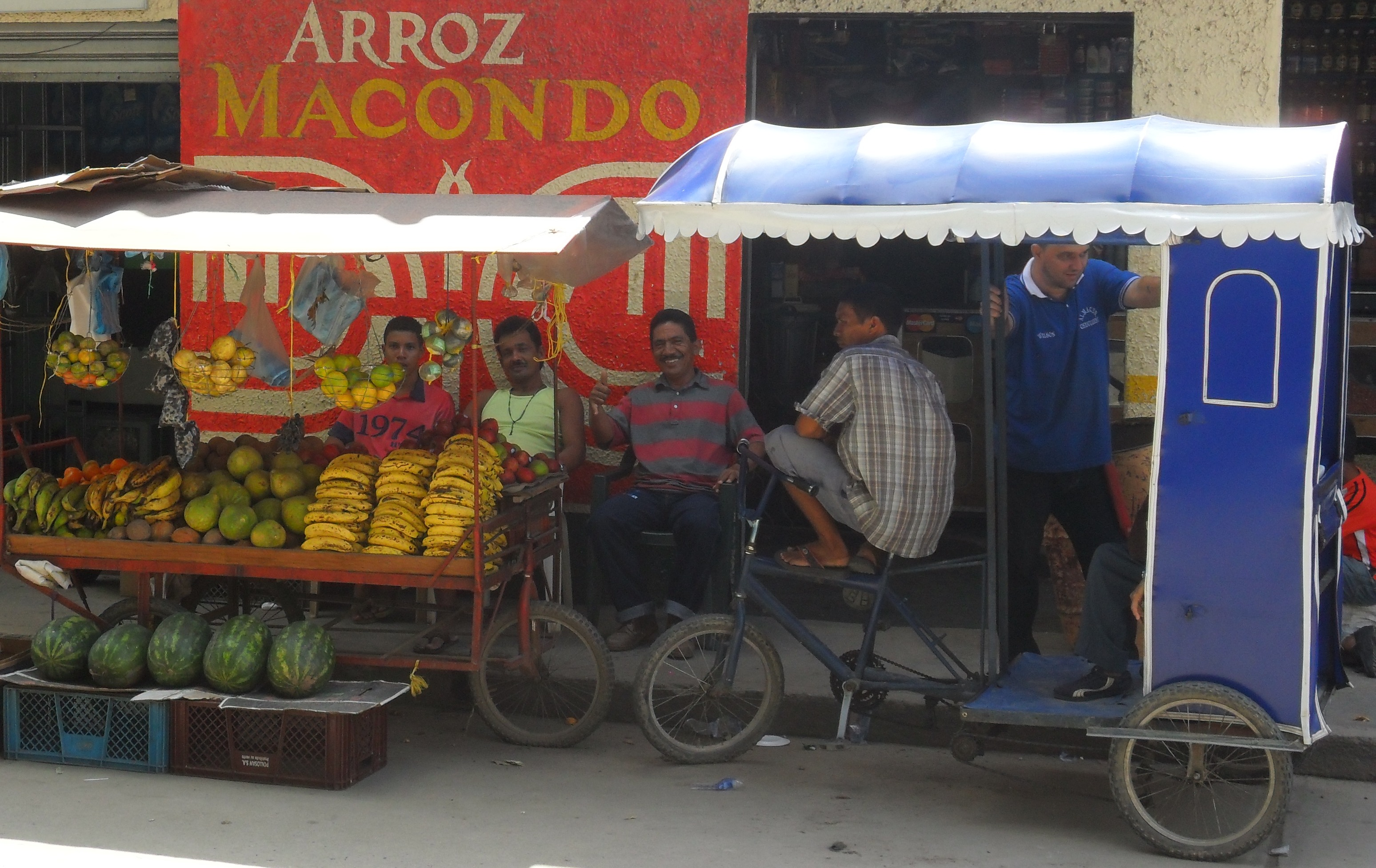
Rue principale d'Aracataca

### Lieux et monuments

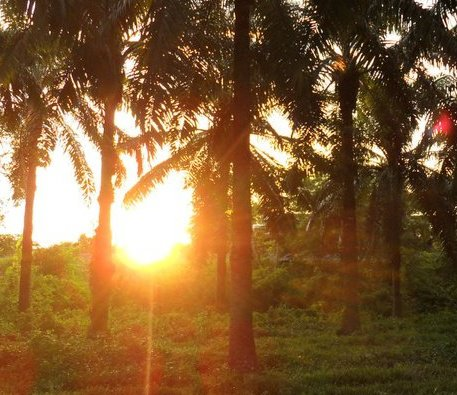
Forêt à Aracataca

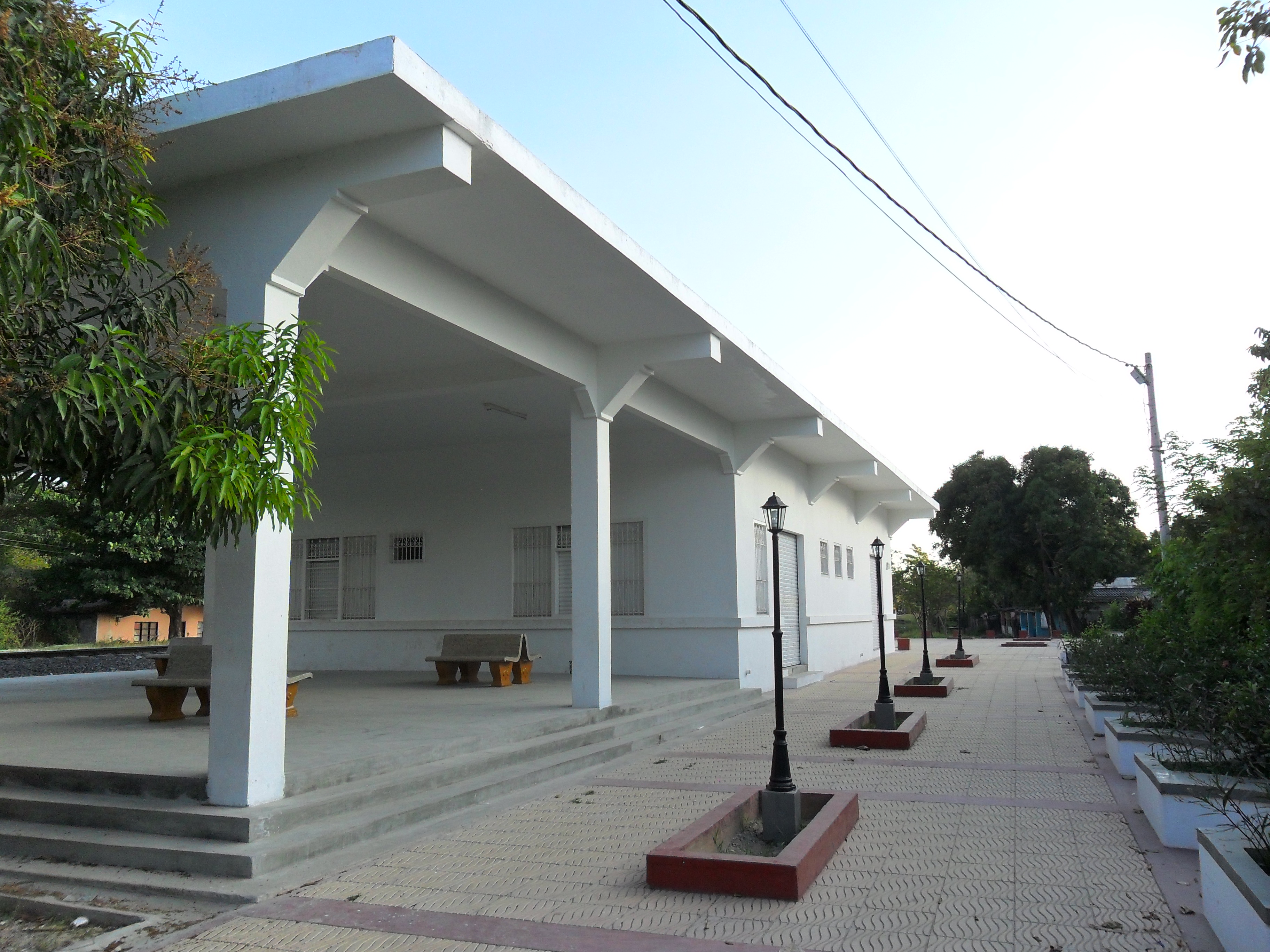
Gare d'Aracataca

## Culture locale et patrimoine

### Personnalités liées à la municipalité

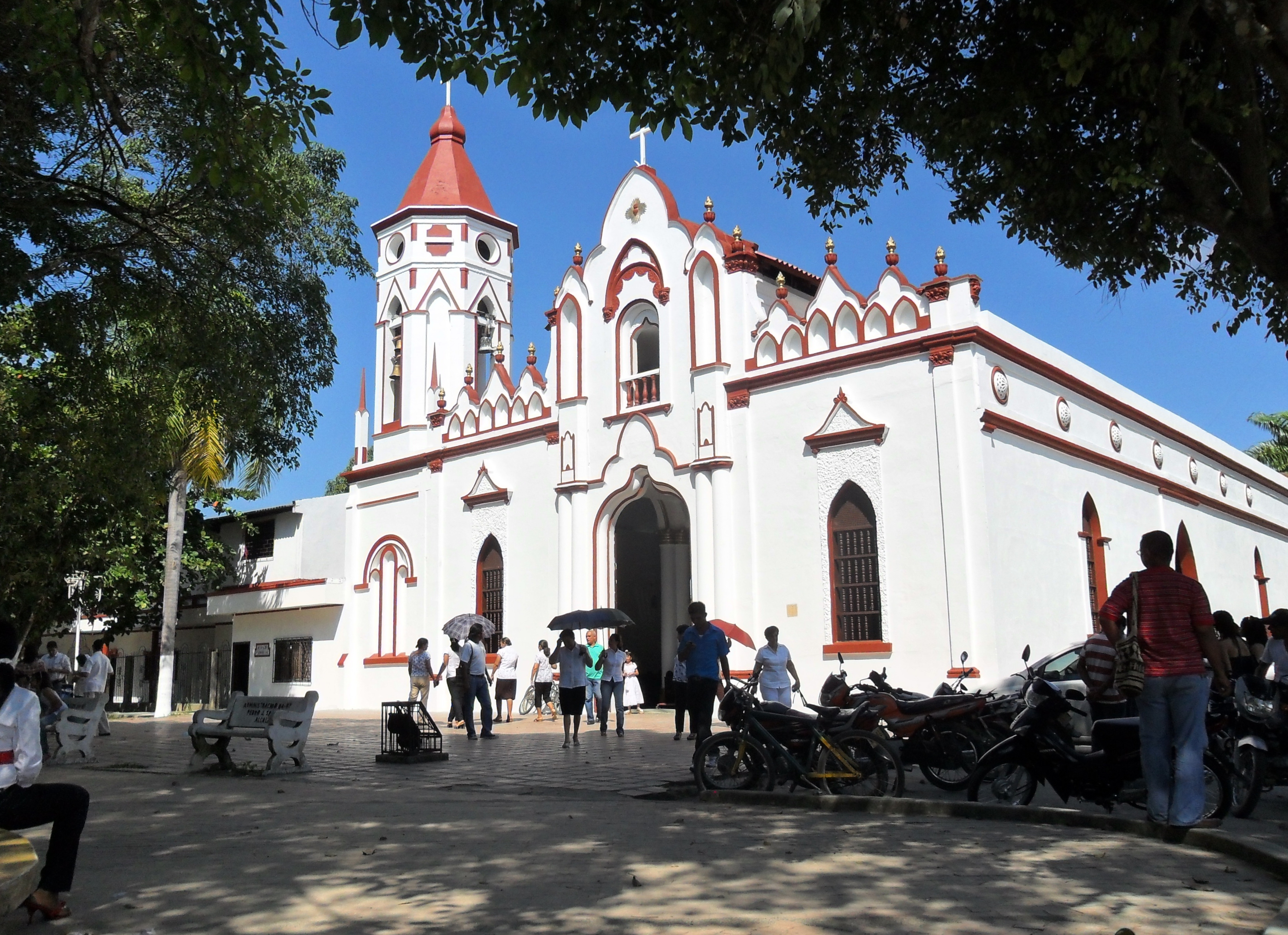
L'église d'Aracataca où Garcia Marquez a été baptisé

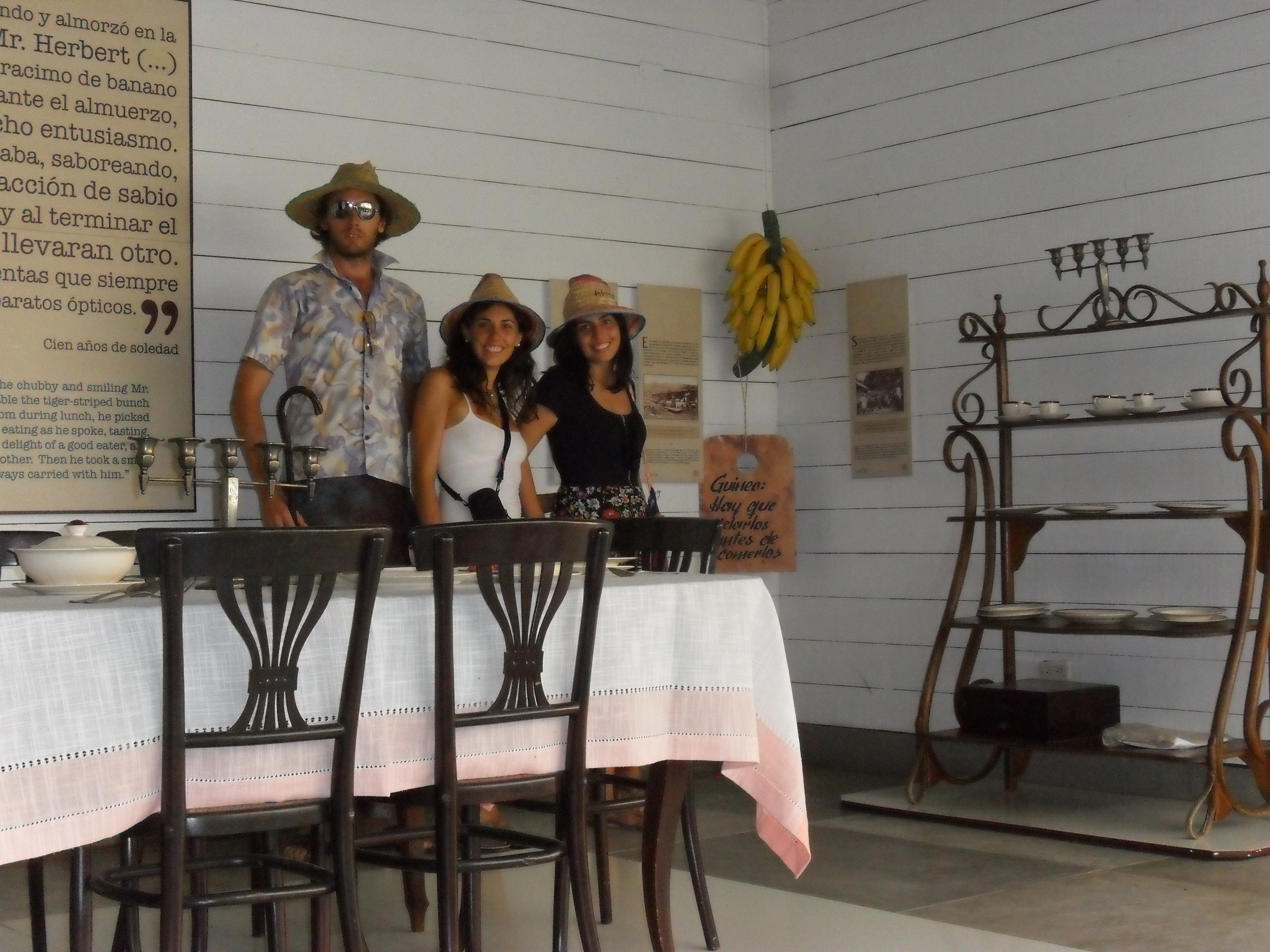
Maison natale de Gabriel Garcia Marquez

- Gabriel García Márquez (1927-2014), écrivain né à Aracataca.
- Leo Matiz Espinoza (1917-1998), photographe et caricaturiste né à Aracataca.